# Adarrus multinotatus
Adarrus multinotatus är en insektsart som beskrevs av Karl Henrik Boheman 1847. Adarrus multinotatus ingår i släktet Adarrus och familjen dvärgstritar. Enligt den finländska rödlistan är arten sårbar i Finland. Arten är reproducerande i Sverige. Artens livsmiljö är friska och torra lundar. Utöver nominatformen finns också underarten A. m. mayri.